# John Eliot (meteorolog)
John Eliot, född 1839, död 1908, var en brittisk meteorolog och matematiker i Indien.
Eliot var professor i matematik vid Borkee engineering college 1869-72, vid Muir central college i Allahabad 1872-74 och professor i fysik i Calcutta 1874-87. Med den senare tjänsten följde också en statlig meteorologtjänst för Bengalen. 1887 blev Eliot föreståndare för de indiska observatorierna, en bost han innehade till 1904. Under denna tid grundade han stormvarningstjänsten i Indien och utvidgade den indiska väderlekstjänsten. Bland hans skrifter märks Handbook of cyclonic storms in the bay of Bengale for the use of sailors (1890), samt Climatological atlas of India (1906).